# Andreas Engelmann
Andreas Engelmann (* 1954) ist ein deutscher Schauspieler. Er absolvierte von 1982 bis 1984 seine Ausbildung am Michael Chekhov Studio NY. und war u. a. Ensemblemitglied in Paderborn, Bonn, Dortmund, Duisburg und Köln. Andreas Engelmann arbeitet auch als Synchronsprecher, Lehrbeauftragter für Theaterpädagogik und Drehbuchautor  (u. a. Der Fahnder/ARD  oder Die Lok/Atlas-Verleih).

## Serien und Filme
- 1998: SK Kölsch
- 1998: Balko
- 1999: Todesflug
- 2000: Grenzfall
- 2000: Der Fahnder
- 2000: Sascha *kleiner Mann sucht großes Herz
- 2001: Tatort – Gute Freunde
- 2002: Status Yo!
- 2002: Schimanski: Asyl
- 2003: Die Wache
- 2004: Tatort – Minenspiel
- 2004: Verbotene Liebe als Donald Rush
- 2005: Die Familienanwältin
- 2005: Look before you leap
- 2005: Bottrop Boys
- 2005: Der Lauf der Dinge
- 2006: Der Staatsanwalt
- 2007: Alles was zählt
- 2007: Alarm für Cobra 11
- 2007: Lindenstraße
- 2008: Danni Lowinski
- 2008: Rote Rosen
- 2008: Für Miriam
- 2008: Wunschzettel
- 2009: Tauwetter
- 2009: Bleichzeichen
- 2009: Nach Ihnen
- 2009: BrandBrauerFrick-Bop
- 2010: The clinch file
- 2010: Der Simulant
- 2010: Der Mann mit den Affenhänden
- 2011: Alarm für Cobra 11
- 2011: Fernab
- 2011: Lena
- 2011: Photo mit ph
- 2012: Ein Fall für die Anrheiner
- 2012: Planet Germany
- 2012: Der Sarg
- 2012: Rush
- 2015: Heldt – Immer Ärger mit Harry
- 2016: Hotel Heidelberg: Tag für Tag
- 2017: Wilsberg: MünsterLeaks
- 2018: Marie Brand und der Duft des Todes
- 2024: WaPo Bodensee – Im Nebel

## Theater
- Westfälische Kammerspiele Paderborn
- Springmaus Improvisationstheater Bonn
- Komödie Dortmund
- Komödie Duisburg
- Theater im Bauturm Köln
- Theater der Keller Köln